# Наґасато Юкі
Оґімі Юкі   (яп. 大儀見 優季, 15 липня 1987) — японська футболістка, олімпійська медалістка.

## Виступи на Олімпіадах
| Олімпіада   | Дисципліна | Місце |
| ----------- | ---------- | ----- |
| Пекін 2008  | футбол     | 4     |
| Лондон 2012 | футбол     | 2     |